# Medalles del Cercle d'Escriptors Cinematogràfics
Les medalles del Cercle d'Escriptors Cinematogràfics són uns guardons que atorga anualment aquesta associació per a distingir a pel·lícules, artistes, tècnics i escriptors relacionats amb l'activitat cinematogràfica, tant espanyola com internacional. El Cercle d'Escriptors Cinematogràfics (CEC) va celebrar la primera edició en 1946, quan va lliurar els premis en tretze modalitats diferents. Aquestes han variat molt al llarg del temps, i en 2016 existien vint categories. Els premis van passar per un període de crisi en la novena dècada del segle xx, quan es van deixar de lliurar entre els anys 1986 i 1990, però el CEC va tornar a lliurar-los a partir del següent any. La recompensa consisteix en una senzilla medalla de bronze sense dotació econòmica. Són els premis del seu tipus més antics d'Espanya.

## Història
En 1945, quinze persones van crear a Espanya el Cercle d'Escriptors Cinematogràfics per a la defensa i divulgació de l'art cinematogràfic. A més d'altres activitats, el CEC va concedir des de 1946 una sèrie de guardons relacionats amb l'activitat cinematogràfica de l'any anterior. Malgrat la seva falta de dotació econòmica — consisteixen en una simple medalla de bronze dissenyada per l'artista González de Ubieta— els premis van arribar a aconseguir un alt prestigi per la seva independència, ja que no són concedits per la mateixa indústria cinematogràfica ni pels seus sectors corporatius.
En la penúltima dècada del segle van travessar una greu crisi. Durant cinc anys —entre 1986 i 1990— el Cercle no va concedir medalles i va semblar que anava a desaparèixer el guardó. No obstant això, la nova direcció del CEC encapçalada per Paul Naschy va tornar a atorgar els premis en 1991.

## Categories

### Premis al cinema espanyol
Des de la primera edició, van predominar les categories destinades a premiar al cinema nacional. El premi principal va ser la medalla a la millor pel·lícula. Al llarg de la història han rebut el guardó pel·lícules emblemàtiques com Surcos, Plácido, Campanades a mitjanit o El espíritu de la colmena.
També es van concedir premis al millor director, millor actor, millor actriu, actor i actriu secundaris, fotografia i música; tots ells encara en vigor. Directors premiats han estat José Luis Sáenz de Heredia, Ladislao Vajda, Carlos Saura, Luis Buñuel i Pedro Almodóvar. Entre els molts intèrprets guardonats cal citar a Fernando Fernán Gómez, Ana Mariscal, Francisco Rabal, Emma Penella, Fernando Rey, Sara Montiel, Javier Bardem, Concha Velasco, Ricardo Darín i Penélope Cruz.
Van desaparèixer més tard les medalles als millors argument original i decorats. Amb el temps la medalla al millor guió es va diferenciar en dos: guió original i adaptat. Més endavant van aparèixer els premis al millor muntatge, llargmetratge documental i llargmetratge d'animació. Altres premis van aparèixer i van deixar d'existir al llarg de la història del CEC, com els concedits fugaçment als millors actor i actriu estrangers en pel·lícula espanyola, el de millor ambientació o el de millor curtmetratge.
En 1948 es va atorgar per primera vegada un Premi Gimeno destinat a guardonar a debutants. La seva denominació va canviar a Premi Jimeno a l'any següent i, en 1962, a Premi Antonio Barbero. Limitat inicialment a un solo guanyador, més tard es va multiplicar en diverses modalitats i en 2016 es mantenia com a medalles a director, actor i actriu revelació.

### Premis al cinema estranger
En la primera edició no es va concedir premi algun al cinema no espanyol. No obstant això, ja en el seu tercer any es va atorgar una medalla a la millor pel·lícula estrangera que va recaure en Els millors anys de la nostra vida. En l'edició de 1956 es van crear sengles medalles per a distingir al millor actor i l'actriu estrangers. També es van concedir durant un temps premis a la millor pel·lícula de sales especials i a la millor pel·lícula hispanoamericana.

### Premis a escriptors
Al marge de les medalles destinades a premiar als professionals del cinema, des d'un primer moment van existir altres dedicades a destacar la labor de crítics cinematogràfics, periodistes i escriptors de llibres. Aquests premis tenen un caràcter més corporatiu i amb freqüència han recaigut en membres del Cercle. En la primera edició es van concedir ja sengles medalles a la millor labor literària i a la millor labor crítica. Posteriorment es va crear una medalla al millor llibre, ja desapareguda. En 1952 es va crear una altra a la millor labor periodística. En 2016 es concedien només l'últim premi esmentat i un altre a la promoció del cinema.

### Medalla d'honor
En 1994 es va concedir un Premi homenatge al director estatunidenc Francis Ford Coppola. Es va repetir el seu lliurament de forma discontínua fins que en 2004 es va canviar la seva denominació a Medalla d'honor. La distinció recau indistintament en professionals de diversos sectors laborals del món cinematogràfic.